# 上野

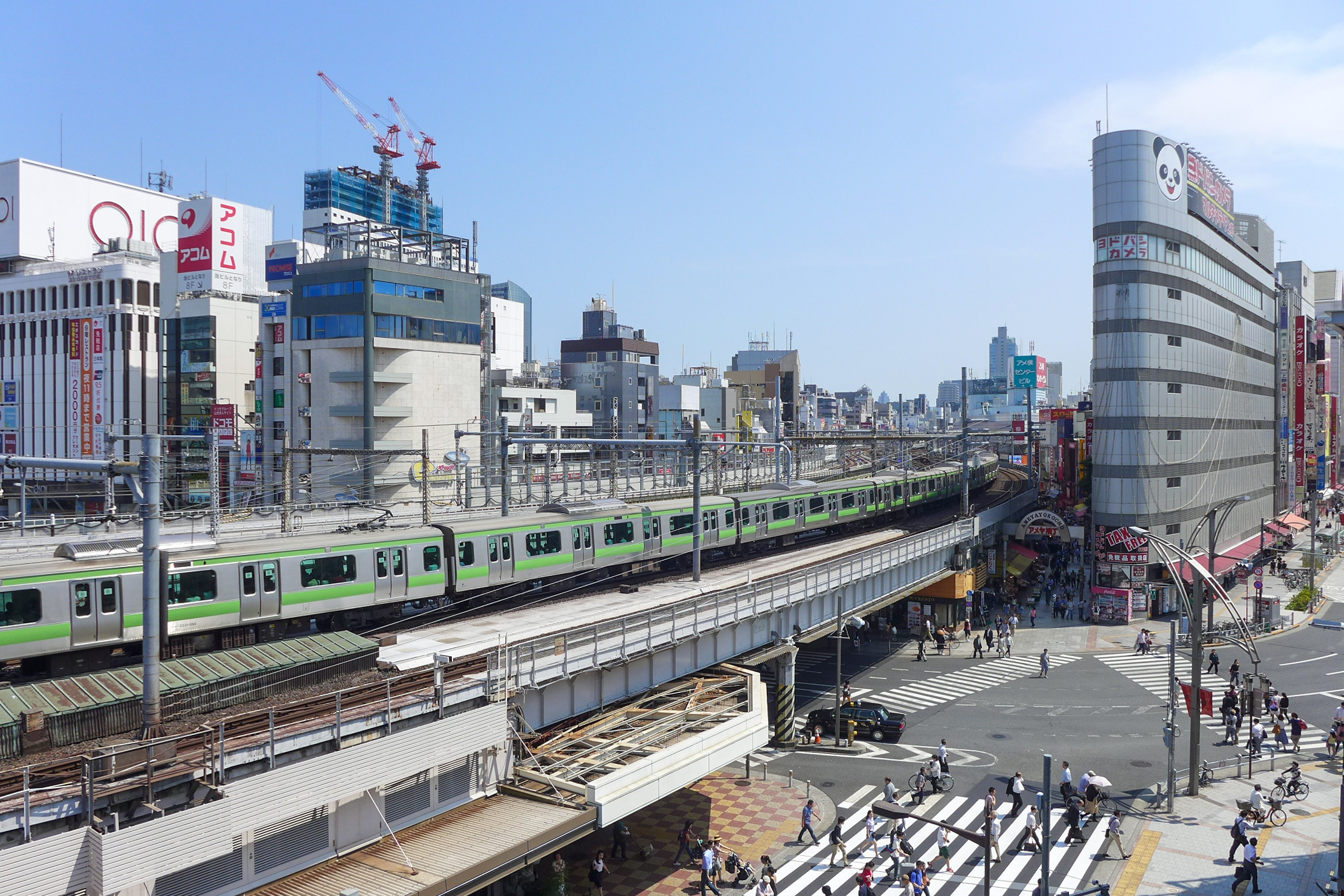
上野站附近的建築物

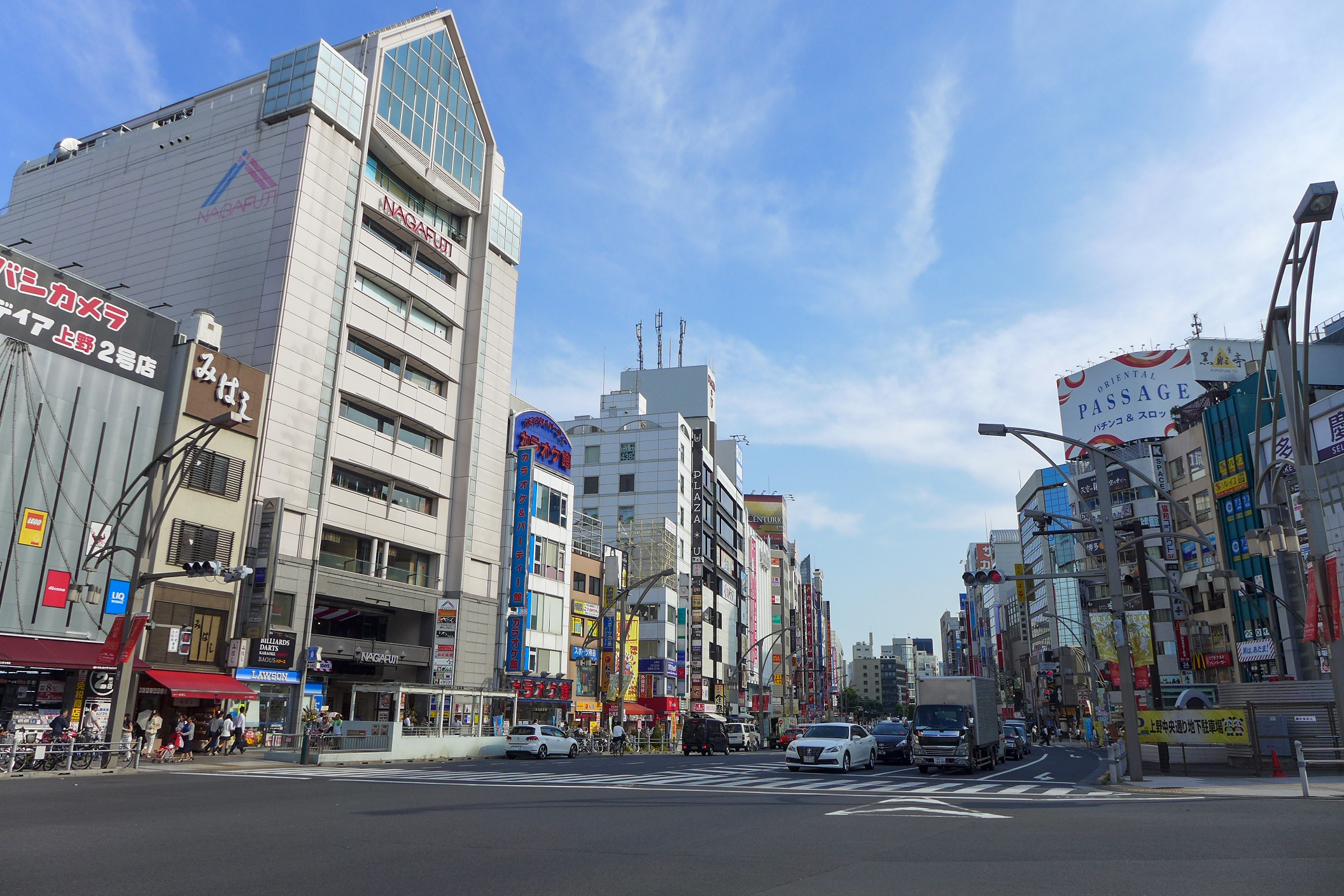
上野中央通

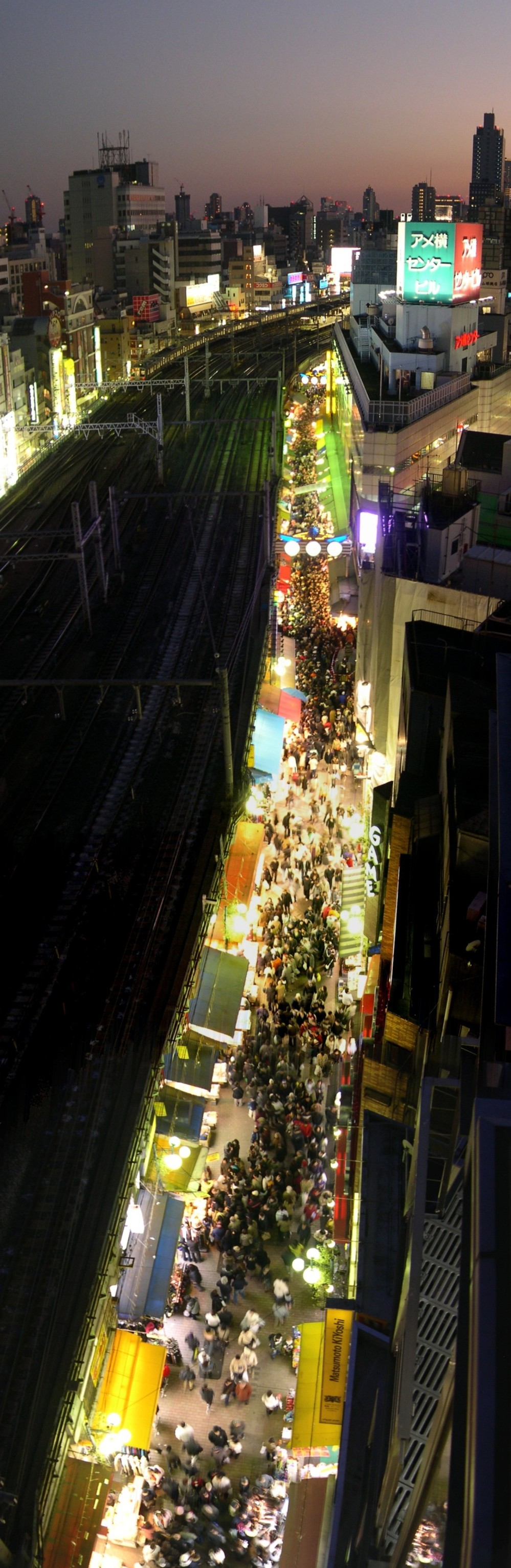
阿美橫丁在2006年年底時的年貨採購盛況

上野（日语：／ Ueno */?）是日本東京都台東區町名。郵遞區號110-0005。現行行政地名為上野一丁目至上野七丁目。2013年8月1日為止的人口為3,537人。
在上野站及御徒町站之間的區域，有著名的商店街「阿美橫丁」（アメヤ横丁），是一座位於山手線高架鐵路下方的大型市集。一些店舖售賣傳統商品、食品、也有軍用品店等特色店舖。在上野設有分店的百貨公司有松坂屋及丸井。

## 地名的由來
「上野」地名的由來有諸多說法。一說是藤堂高虎因此地地形近似於本據地伊賀上野（いがうえの）而命名為「上野」。但是根據江戶名所圖會，這說法是錯誤的。另一說是小野篁在上野國（こうずけのくに。現在的群馬縣）任務結束後返回京途中，在此地建館，地方人士將此館稱為「上野殿」，後延伸為地名。

## 地理
本區是上野恩賜公園中上野山往北區方向延伸之上野台地（武藏野台地分支）前端。屬下谷地域。實際上是台地的上野山標高20公尺，上野街區從上野山往東邊與南邊發展。上野台地西方的東京大學是文京區的本鄉台地，上野公園西南部的不忍池是流經兩台地間谷地（谷中、根津）的谷田川（藍染川）所形成的自然水池。現在的谷田川已消失於地表，不忍池面積正逐漸縮小。

### 廣域地名
以上野站為中心的地域，與淺草組成上野、淺草副都心。
上野地區包括台東區上野、北上野、東上野、上野公園等。上野建有日本第一個公園上野公園，商店街及繁華地區。

## 歷史

### 日本戰國時代
《小田原眾所領役帳》中已有江戶上野的記述，為北條家的領地。

### 江戶時代
上野山在戰國時代稱為忍岡（しのぶのおか），是當時江戶人口稀少的地區。
1603年江戶幕府開府，伊賀國上野為本據地的外樣大名藤堂高虎在忍岡設置屋敷。
後來德川將軍家的菩提寺寬永寺建造於此，門前町形成。此時寬永寺附近一帶稱為「上野」。這是因為這裡與藤堂家的上野地形相似。寬永寺因是歷代將軍墓地，在江戶幕府保護之下而繁榮。上野寬永寺如同京都的延曆寺，是鎮護江戶的寺院。
明曆大火後，上野設置廣小路。當時的上野廣小路在現在的上野站附近，現在的廣小路在江戶時代稱為「下谷廣小路」。

### 明治時代以後

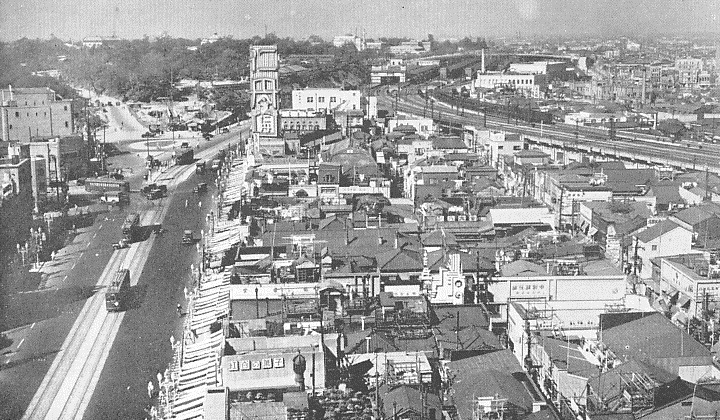
1930年代眺望上野

1868年，新政府軍與彰義隊間的上野戰爭導致寬永寺的燒毀，舊址後來成為上野公園。之後，東京市15區6郡制之下，上野公園與門前町編入下谷區。
1883年上野站開業後，上野站為東北本線的始發站，擔任東京北方的玄關口。1947年東京都再編為23區，下谷區與淺草區合併為台東區。

## 交通
- 鐵路

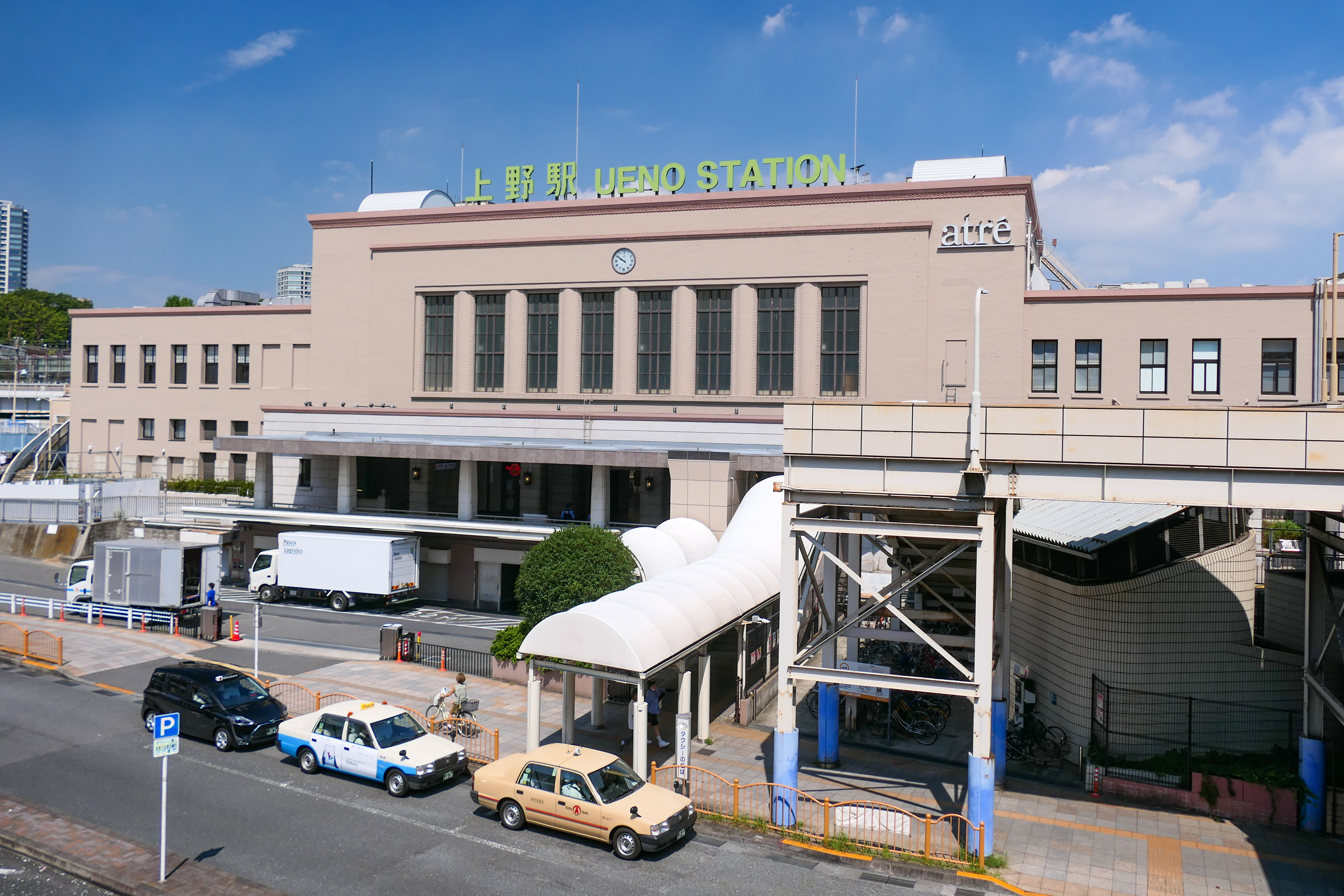
JR上野站

  - 上野站－東北・上越新幹線、山手線、東北本線、常磐線、東京地下鐵銀座線、日比谷線
  - 京成上野站－京成本線（車站所在地在上野公園）
  - 御徒町站－山手線、京濱東北線
  - 上野廣小路站－東京地下鐵銀座線
  - 上野御徒町站－都營大江戶線
- 道路
  - 昭和通（國道4號、日光街道）
  - 春日通（東京都道453號本鄉龜戶線）
  - 中央通（東京都道437號秋葉原雜司谷線）
  - 不忍通（東京都道437號秋葉原雜司谷線）
  - 淺草通（東京都道463號上野月島線）
  - 首都高速道路1號上野線

## 景點
- 上野恩賜公園
  - 不忍池、不忍池弁天堂
  - 上野動物園
  - 東京國立博物館
  - 國立科學博物館
  - 國立西洋美術館
  - 東京都美術館
  - 上野之森美術館
  - 東京藝術大學
  - 東京都立上野高等學校（日语：東京都立上野高等学校）
  - 國際兒童圖書館
- 鈴本演藝場（日语：鈴本演芸場）
- 寬永寺
- 下谷摩利支天（日语：徳大寺）

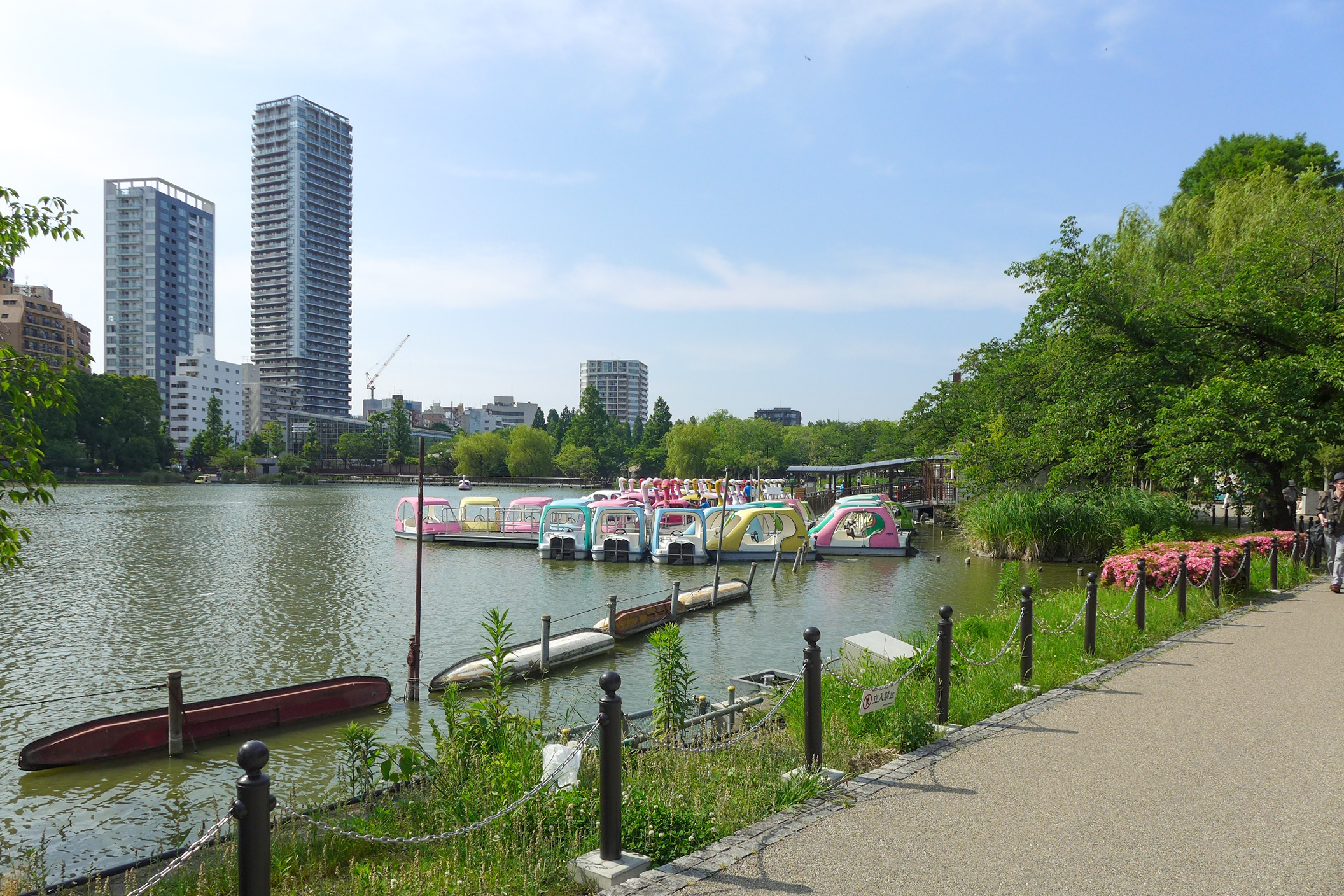
不忍池

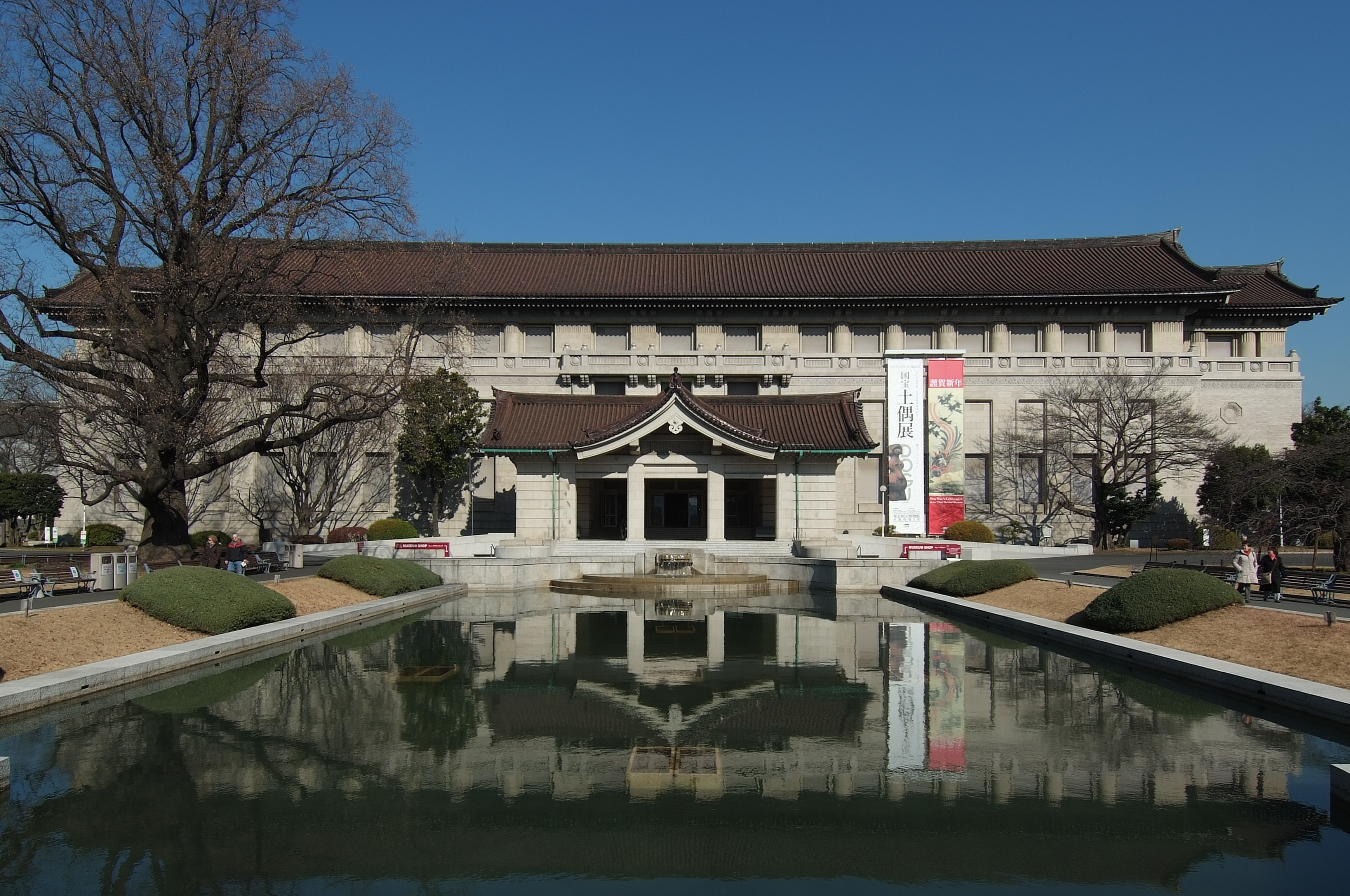
東京國立博物館

- 阿美橫（阿美橫丁）－上野站到御徒町站的商業街。
- 泡菜橫丁（キムチ橫丁）－東上野的韓國城。
- 仲町通－歡樂街。上野站與東京大學之間。靠近上野廣小路站
- 松坂屋上野店
- 岩倉高等學校（日语：岩倉高等学校）

### 商業設施
- 丸井城上野
- 友都八喜上野店
- 松坂屋
- 吉池（日语：吉池）
- ABAB（日语：アブアブ赤札堂）（赤札堂）

### 電影院
- 上野東急（日语：上野東急）
- 上野大倉劇場（上野オークラ劇場）

### 上野恩賜公園
上野公園內有上野動物園、國際兒童圖書館、東京國立博物館、國立科學博物館、國立西洋美術館、東京都美術館、東京文化會館等文化設施。上野公園亦是以觀賞櫻花著名的場所，每年春天都吸引不少人前來賞櫻。

### 同志城
上野、淺草地區是東京地區僅次於新宿二丁目的第二大同志城。戰前的上野公園曾以男妓聞名。戰後也曾是雜誌所記載的著名男娼之街。
現在上野站入谷口附近的上野7丁目與東上野3、4、5丁目是同志酒吧聚集地。根據2013年1月的《Gclick》，此地的同志酒吧就有95間，同志相關店家更達123間。其他知名店家有過去以放映同志色情電影聞名、屬大藏映畫的「世界傑作劇場」（2009年休館，2010年重新營業），與參與同志影片製作的同志商店「アテネ上野店」等。

## 備註
1. ↑  住民基本台帳による町丁名別世帯人口数 平成２５年８月１日現在[永久]
2. ↑  「同性愛と同性心中の研究」（1985年.小峰研究所.小峰茂之・南孝夫共著）「同性愛の一類型（男娼）について：戦前の一時期上野公園に屯した男娼群の観察を通して」
3. ↑  
  - 「飢餓と淪落の生態　上野に拾う職業諸相」『旬刊ニュース』32号（1947年1月1日,角達也、男娼について）
  - 「上野の人々」『実話新聞』(1947年10月28日 - 男娼について）
  - 「ノガミに生くる人々」『アサヒグラフ』（1948年6月2日）
  - 「狩り込み探訪記：男娼も居る上野の夜」『桃色ライフ』(1949年4月25日,関本喜仲)
  - 「上野の森：夜の生態男と女」『探訪読物』(1949年6月1日,牧竜介,男娼について)
  - 「作家と男娼と強盗｣『週刊読売』1953年8月2日（男娼・上野・三島由紀夫について）
  - 「上野駅で街娼手入れ」『読売新聞』(1956年8月24日,男娼について)
  - 「男娼に気をつけろ」『風俗奇譚』（1960年1月）
  - 「上野の森の昼も夜も　禁じられた犯罪・情事のメッカ」『週刊サンケイ』（1960年11月21日,男娼について）
  - 「上野ホモ・ガイド完全レポート:『ホモ生活　上野の24時間』『上野を裸にしてみる・直撃座談会』など」『アドニスボーイNO.8』(1973年,アドニス通信社)
  - 「上野の森で」『性生活報告』(1990年11月,HM生,男娼の森・男娼について）等。
4. ↑  「《Gclick》」2013年1月）より。